# Вуйцин (Моґіленський повіт)
Вуйцин (пол. Wójcin) — село в Польщі, у гміні Єзьора-Великі Моґіленського повіту Куявсько-Поморського воєводства.
Населення — 719 осіб (2011).
У 1975-1998 роках село належало до Бидгощського воєводства.

## Демографія
Демографічна структура станом на 31 березня 2011 року:
|          | Загалом | Допрацездатний вік | Працездатний вік | Постпрацездатний вік |
| -------- | ------- | ------------------ | ---------------- | -------------------- |
| Чоловіки | 350     | 59                 | 262              | 29                   |
| Жінки    | 369     | 68                 | 221              | 80                   |
| Разом    | 719     | 127                | 483              | 109                  |